# Kubikul
Kubikul (lat. Cubiculum, množina cubicula) je bila privatna soba u domusu, starorimskoj kući u kojoj je živjela obitelj visokog statusa. Obično je vodio izravno iz atrija, ali je u kasnijim razdobljima ponekad bio uz peristil. Služio je u funkciji moderne spavaće sobe, spavanja i seksa, ali i za poslovne sastanke, primanje važnih gostiju i izlaganje najcjenjenijih umjetnina u kući. Cubiculum je služio za tihe ili tajne sastanke, a mogao je služiti i kao knjižnica. To je također bilo omiljeno mjesto za ubojstva i samoubojstva. Prostorija koja je služila samo za spavanje nije bila klasificirana kao cubiculum.
Privatna priroda kubikula učinila ga je mjestom za kontemplaciju i vjerska obreda, osobito kada je nedopušteno. Prema Actus Silvestri, Konstantin Veliki je prvi put saznao za kršćanstvo u svom kubikulu i ondje je postio tjedan dana prije svoje prve ispovijedi i krštenja.